# Thera contractata
Thera contractata är en fjärilsart som beskrevs av Alpheus Spring Packard 1873. Thera contractata ingår i släktet Thera och familjen mätare. Inga underarter finns listade i Catalogue of Life.